# Gantuoyan
Die Gantuoyan-Stätte (chinesisch 感驮岩遗址, Pinyin Gǎnduòyán yízhǐ) ist ein archäologischer Fundplatz im Kreis Napo (那坡县) im Autonomen Gebiet Guangxi der Zhuang, Volksrepublik China. Es handelt sich um eine neolithische Höhlenstätte. Die Stätte wurde von der Archäologischen Arbeitsgruppe des Autonomen Gebiets Guangxi der Zhuangund vom Kreismuseum Napo erkundet.
Die entdeckten Objekte stammen aus zwei Phasen:
Die erste Phase stammt aus dem späten Neolithikum, datiert auf 5.000 vor heute. Es wurden Töpferwaren, Stein- und Knochenartefakte entdeckt.
Die zweite Phase entspricht in etwa der Shang-Zeit und wird auf 3.000-2.800 vor heute datiert.
Die Stätte ist von großem Wert für die Erstellung einer Chronologie der vorgeschichtlichen kulturellen Entwicklung in Südwest-Guangxi und die Erforschung der Verbindungen zu anderen Kulturen Südostasiens in dieser Zeit.
Die Gantuoyan-Stätte steht seit 2006 auf der Liste der Denkmäler der Volksrepublik China (6-171).
Der Archäologe Wei Jiang (韦江) forschte zu einem dort ausgegrabenen Eisensiegel sowie anderen Relikten.